# Smoke Spot
Smoke Spot is een ep en de eerste uitgave van de Amerikaanse ska-punkband Less Than Jake. Het album werd uitgegeven in 1993 via No Idea Records in een reeks verschillende hoezen op zwart en geel 7-inch vinyl. Alle nummers zijn later heruitgegeven op het verzamelalbum Losers, Kings, and Things We Don't Understand uit 1995.

## Nummers
1. "Glumble" - 2:09
2. "Lucky Day" - 2:37
3. "Who Holds the Power Ring" - 2:13
4. "Wish Pig"
5. "Awkward Age"

## Band
- Chris Demakes - gitaar, zang
- Roger Manganelli - basgitaar, zang
- Vinnie Fiorello - drums
- Buddy "Goldfinger" Schaub - trombone
- Jessica Mills - saxofoon